# Shaver Lake
|  | Dieser Artikel wurde aufgrund von inhaltlichen Mängeln auf der Qualitätssicherungsseite des Projektes USA eingetragen. Hilf mit, die Qualität dieses Artikels auf ein akzeptables Niveau zu bringen, und beteilige dich an der Diskussion! Eine nähere Beschreibung der zu behebenden Mängel fehlt. |

Shaver Lake ist ein census-designated place (CDP) im Fresno County im US-Bundesstaat Kalifornien mit 580 Einwohnern (Stand: 2020). Shaver Lake liegt am Ufer des Shaver Lake und wird von der California State Route 168 tangiert. Bei einer Fläche von 89,8 km² liegt die Bevölkerungsdichte bei 6,5/km².